# Sant Quintí de Mediona
Sant Quintí de Mediona est une commune de la province de Barcelone, en Catalogne, en Espagne, de la comarque de l'Alt Penedès.